# Rabot (waterbouwkundige constructie)
Een rabot is een waterbouwkundige constructie. Het is een keersluis met een afsluiting in de vorm van een enkele hefdeur of schofdeur. 

## Gebruik

### Op een natuurlijke waterloop
Op een natuurlijke waterloop met relatief groot verval en dus snel veranderende diepgang werden eertijds een of meer rabotten gebouwd om panden te creëren met voldoende en constante diepgang voor de scheepvaart. Het waterniveau van de stroomopwaartse panden was systematisch hoger dan van de stroomafwaartse panden.
In de 13de eeuw waren op het Ieperleet stroomafwaarts van de stad Ieper tot de IJzer vier rabotten (met overdrachten) gebouwd die samen een niveauverschil van vijf en een halve meter overbrugden. 

### Tussen twee stroomgebieden
Een kanaal tussen twee stroomgebieden of stroombekkens kruist uiteraard de waterkeringslijn tussen de twee bekkens. In een dergelijk kanaal werden eertijds rabotten gebouwd om panden te creëren met een geleidelijk hoger waterniveau in de richting van de waterscheidingslijn om zo de hoogte tussen de bekkens te overschrijden. Het hoogste pand noemt men kruinpand. 
In de 13de eeuw, op zoek naar een goede waterverbinding met de Noordzee, liet de stad Gent een kanaal graven van Gent naar Damme: de Lieve.  Dit kanaal moest de waterscheidingslijn tussen de Noordzee en het Stroomgebied van de Schelde doorsnijden. Het kanaal werd door negen rabotten onderverdeeld in panden.   Vijf rabotten op een afstand van vier kilometer dienden om het hoogteverschil van circa twee meter tussen de zandstreek en de polders te overbruggen. Gezien de afstand tussen twee rabotten kan men niet spreken van saskolken.
Een rabot, zoals gebruikt op de Lieve is de verbeterde versie van de balkenstuw, die voor afwateringsgrachten gebruikt werd. Daar moesten de balken stuk voor stuk in of uit de gleuven, die aangebracht waren in de oever, worden geschoven. Voor een scheepvaartkanaal was een balkenstuw niet geschikt. 
Op de kaart van de Zwinstreek van Jan de Hervy uit 1501 staan verschillende rabotten afgebeeld. 
Een rabot aan het begin van het kanaal in Gent was destijds gekend als de Sanderswalle.  In de 15de eeuw werd  het verstevigd met twee torens tot het Rabot bij Gent. 
In Damme verwijst de Rabattestraat naar het rabot op de Lieve dat er tussen 1661 en midden 19de eeuw stond.

## Overtoom, overdracht of overhaal[5]
Een rabot sluit de waterloop af zodat een schip niet gewoon kan doorvaren. Een rabot op een waterloop voor scheepvaart ging daarom altijd samen met een overtoom of overdracht om een boot van het ene pand naar het hogere of lagere pand te brengen.  Een overtoom bestond uit een helling in hout tussen de twee panden en een windas, hoog boven en dwars over de waterloop. De boot werd over de helling getrokken door een touw rond de windas. De windas werd met mankracht in beweging gebracht door grote tredmolens aan beide zijden van de waterloop of haaks aangedreven door een rosmolen. Een overtoom kon schepen van zes à negen ton verwerken. Telkens als een schip wou doorvaren moest de schipper de mast strijken om onder de windas door te gaan. 
De vroegste vermelding van een overdracht dateert van 1169. Overdrachten bleven in gebruik tot begin 19de eeuw. Nu varen schepen op eigen kracht van het ene pand naar het andere via schutsluizen of ze worden met scheepsliften van het ene pand naar het andere gebracht.

## Etymologie
De naam rabot, ook wel rabat    is afkomstig van het Frans, maar het is vooralsnog niet duidelijk van welk woord: van 'rabattre' (ramener à un niveau plus bas en abaissant), verlagen, wat kan slaan op het niveauverschil van het waterpeil of op het neerlaten van de planken die het water opstuwen. Of van 'rabais' sponning: de gleuf die uitgespaard was in de stijl waarin de hefdeur gleed of van 'gerebat'. De planken van de hefdeur waren niet gepotdekseld, maar wel vlak aan elkaar gezet d.m.v. een gleuf en een groef.

## Bron
Termote Johan; Waterlopen in West-Vlaanderen; jaarboek van de Koninklijke West-Vlaamse Gidsenkring VZW 2016; uitgever: Provinciale Koepel van de Koninklijke West-Vlaamse Gidsenkring VZW; 121 p.(zie: Overleg:Rabot (waterbouwkundige constructie))